# Skład Kancelarii Prezesa Rady Ministrów Jarosława Kaczyńskiego
 Skład Kancelarii Premiera podczas rządu Jarosława Kaczyńskiego (od 14 lipca 2006 do 5 listopada 2007)

## W dniu dymisji rządu

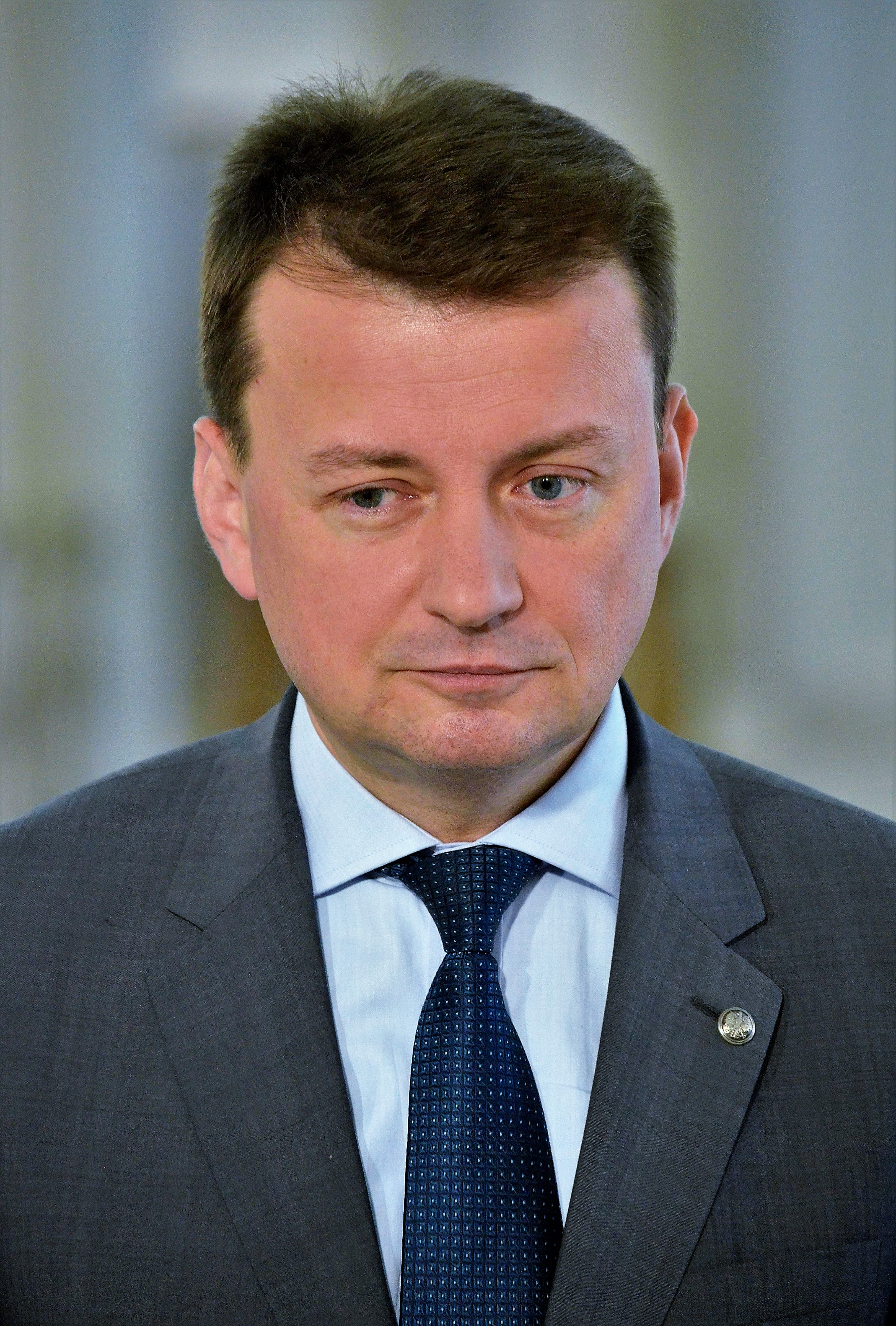
szef Kancelarii Premiera Mariusz Błaszczak (PiS)[a]
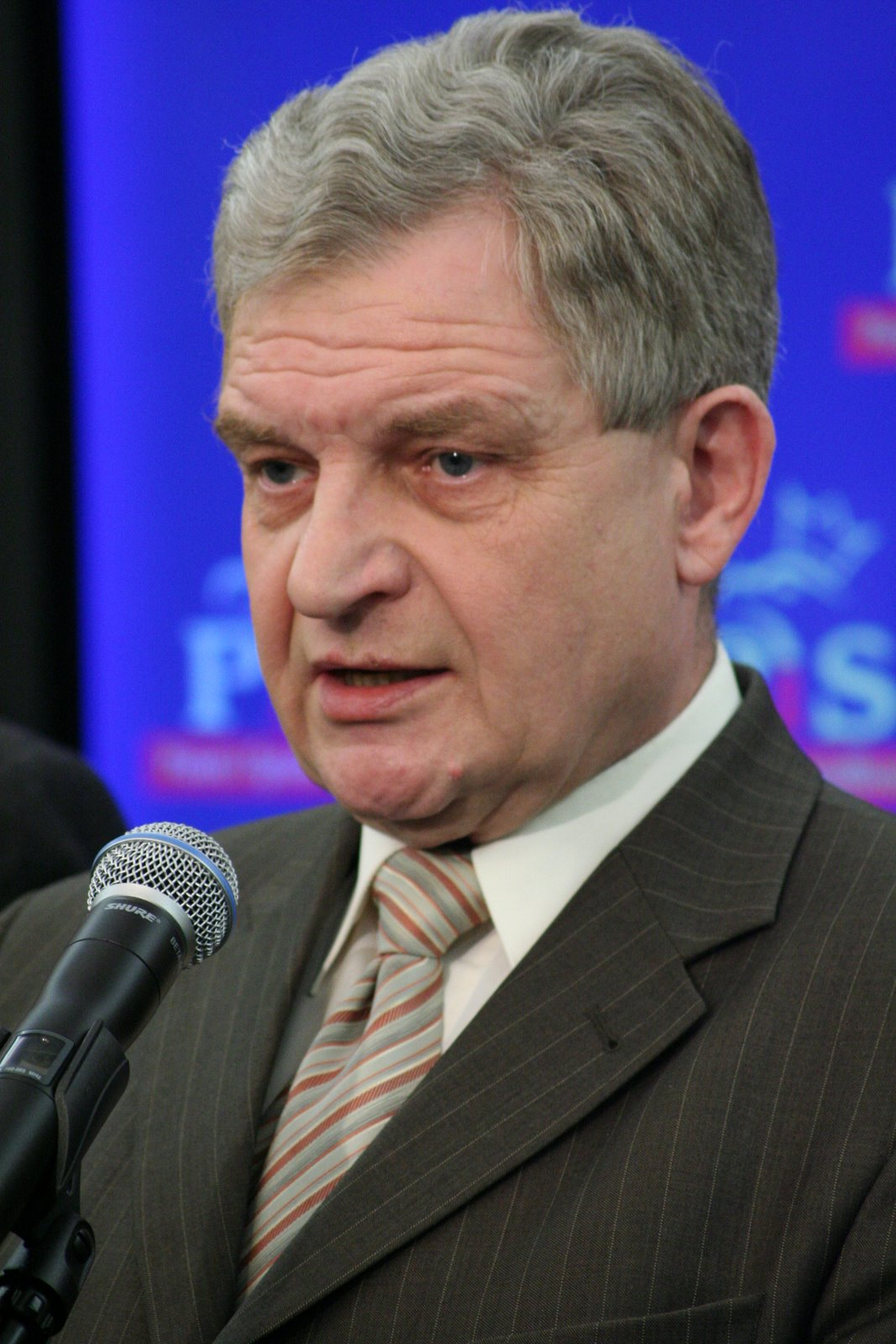
koordynator służb specjalnych Zbigniew Wassermann (PiS)[b]
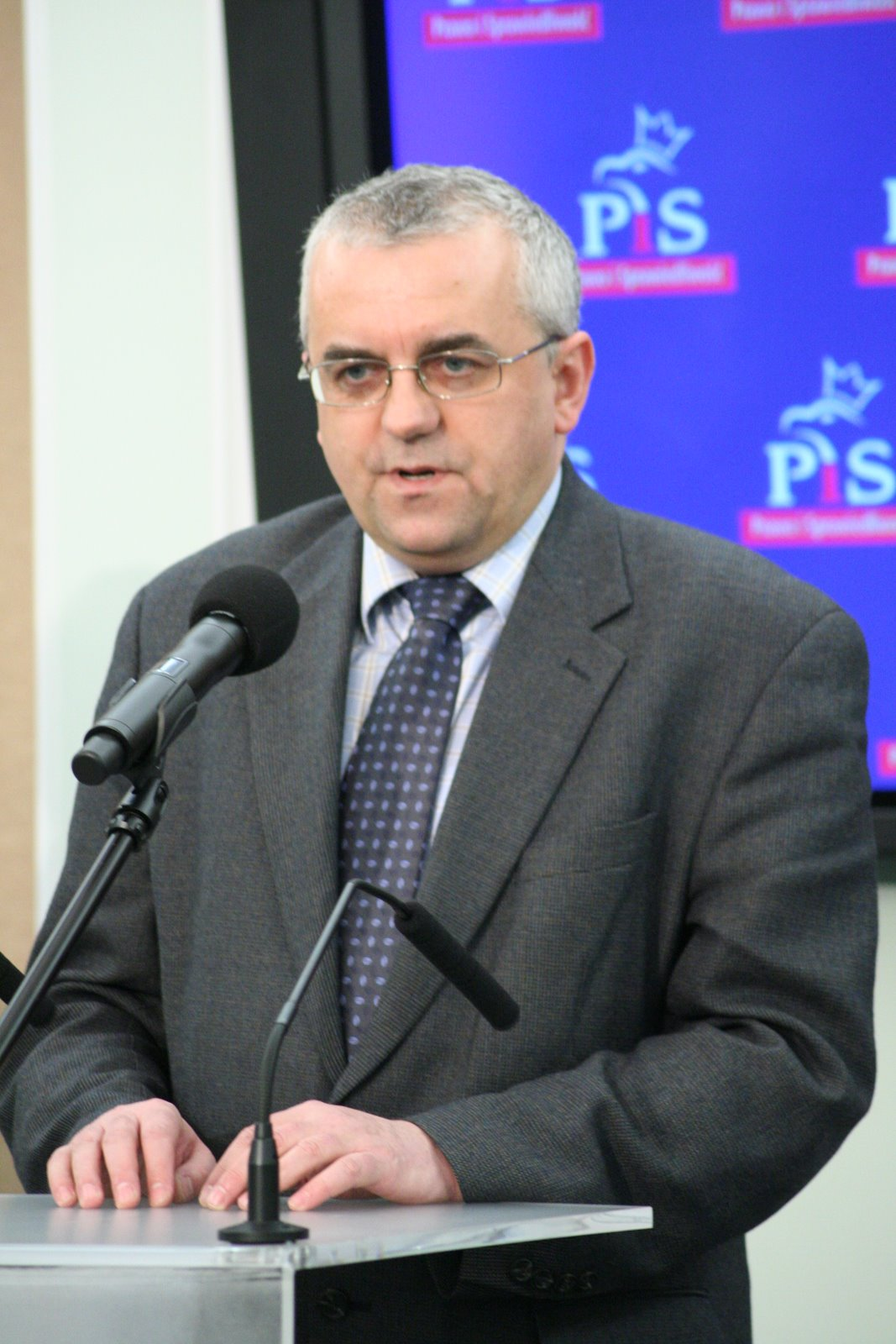
szef Gabinetu Politycznego Premiera Adam Lipiński (PiS)[c]
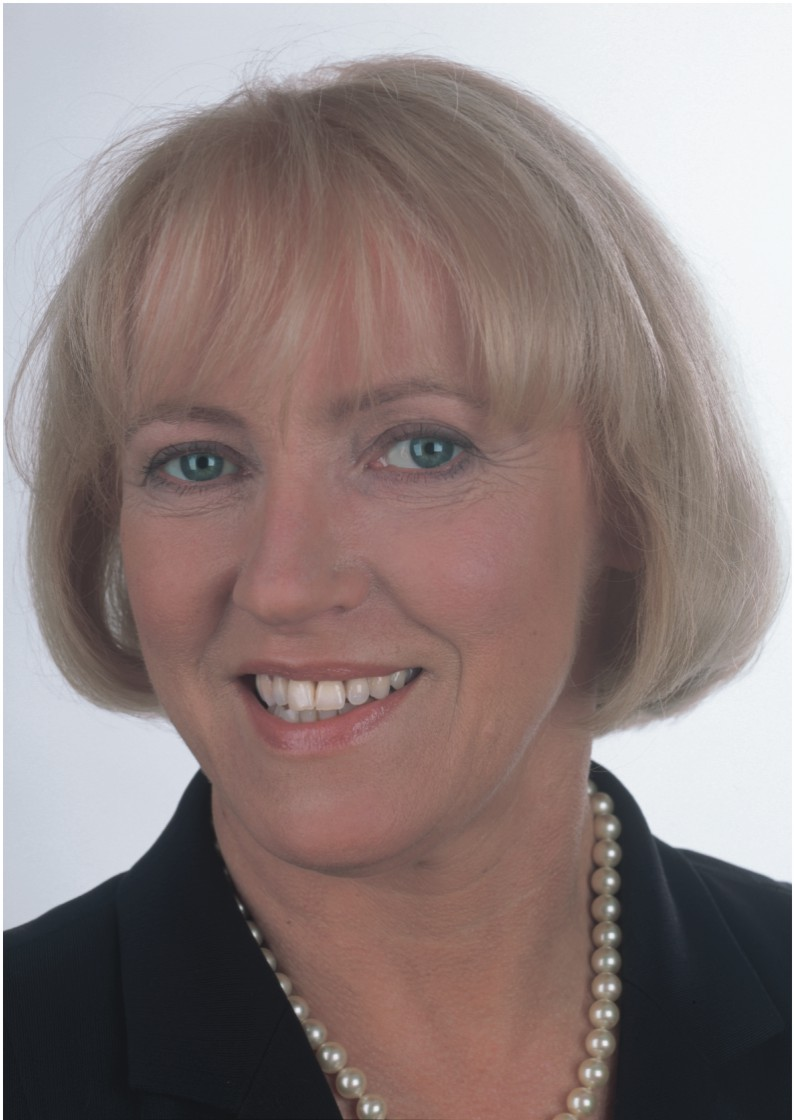
sekretarz stanu ds. nowej struktury tworzenia budżetu Teresa Lubińska[d]
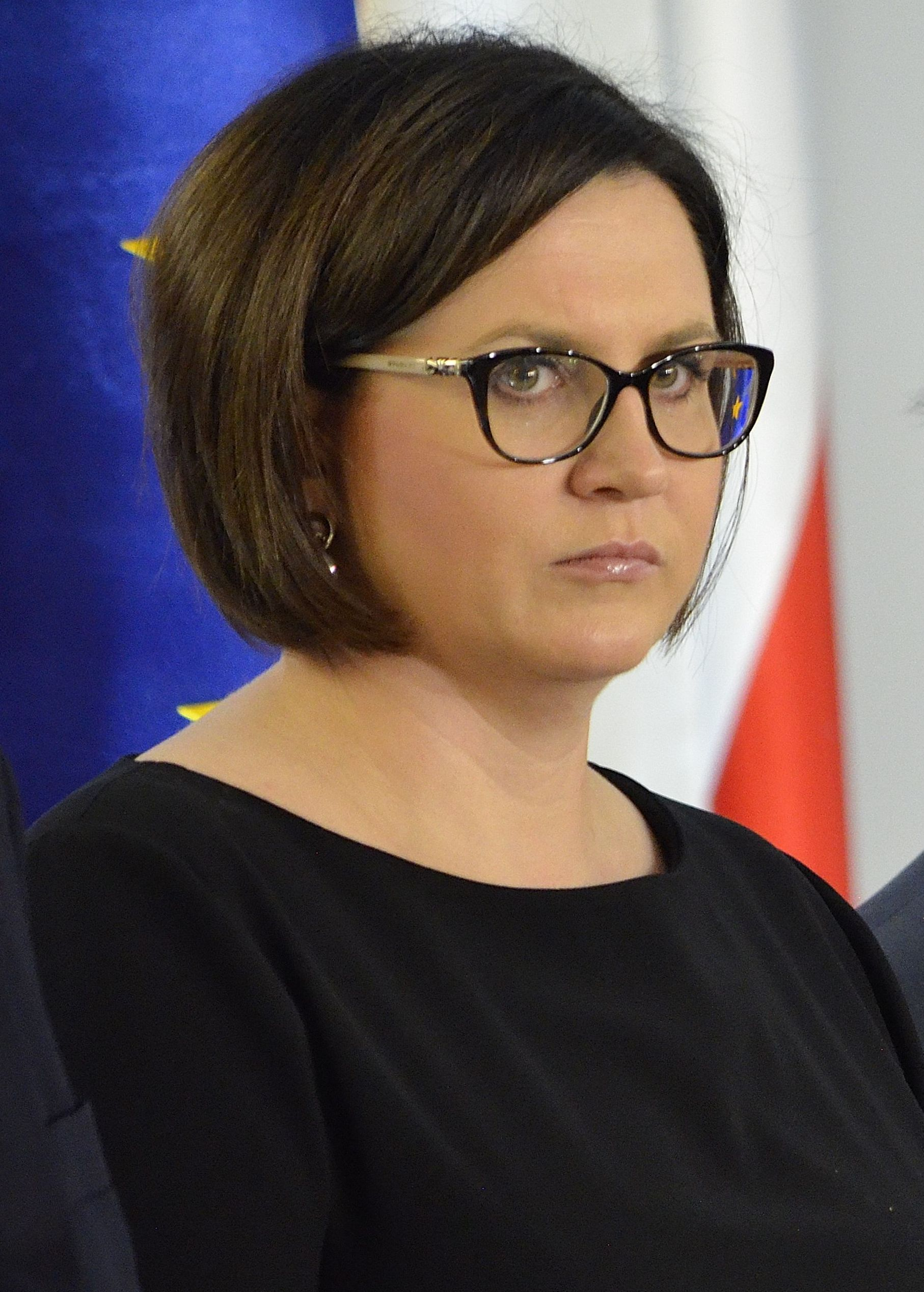
sekretarz stanu ds. pracy i polityki społecznej Małgorzata Sadurska (PiS)[e]
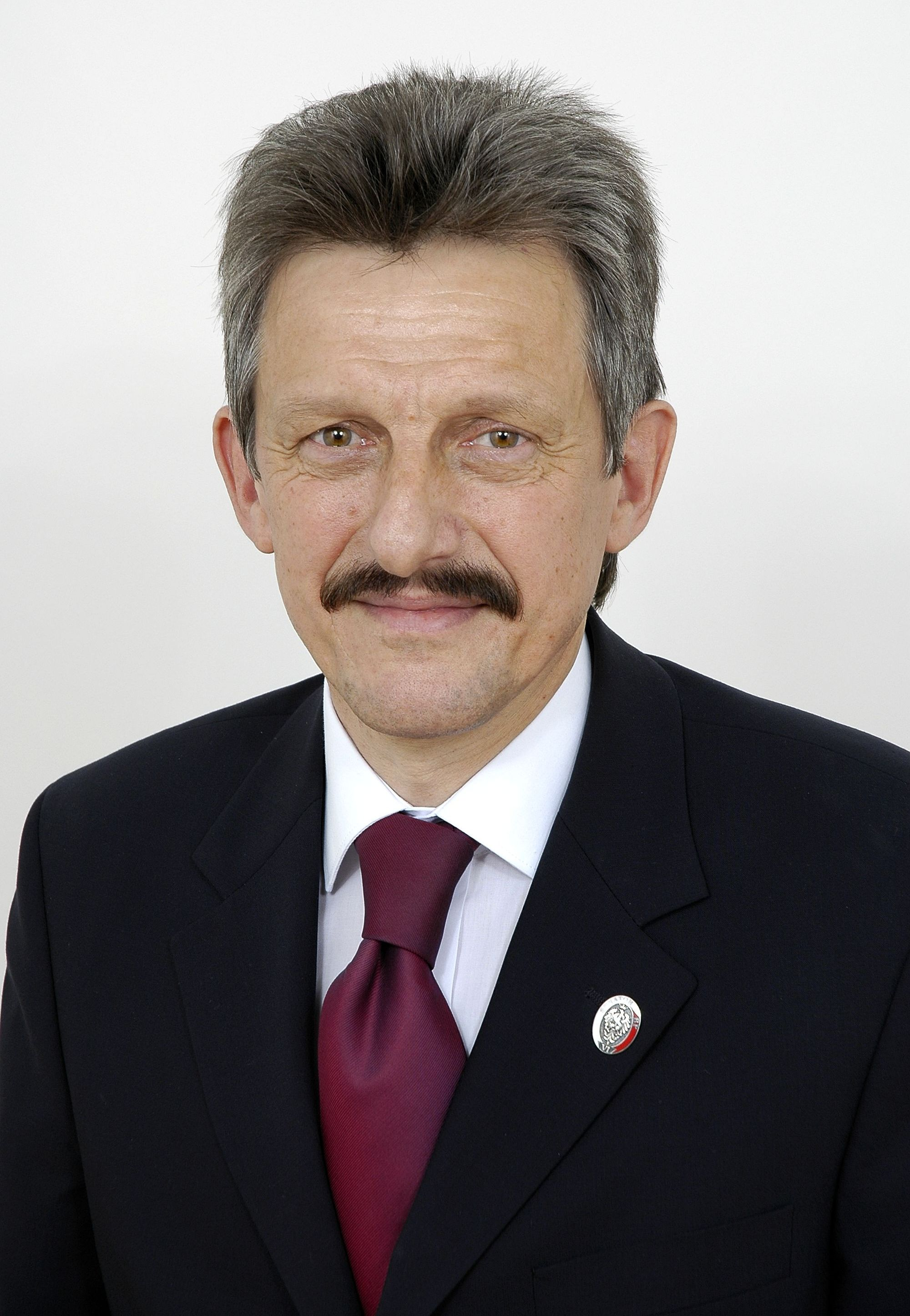
zastępca koordynatora służb specjalnych Stanisław Piotrowicz (PiS)[f]
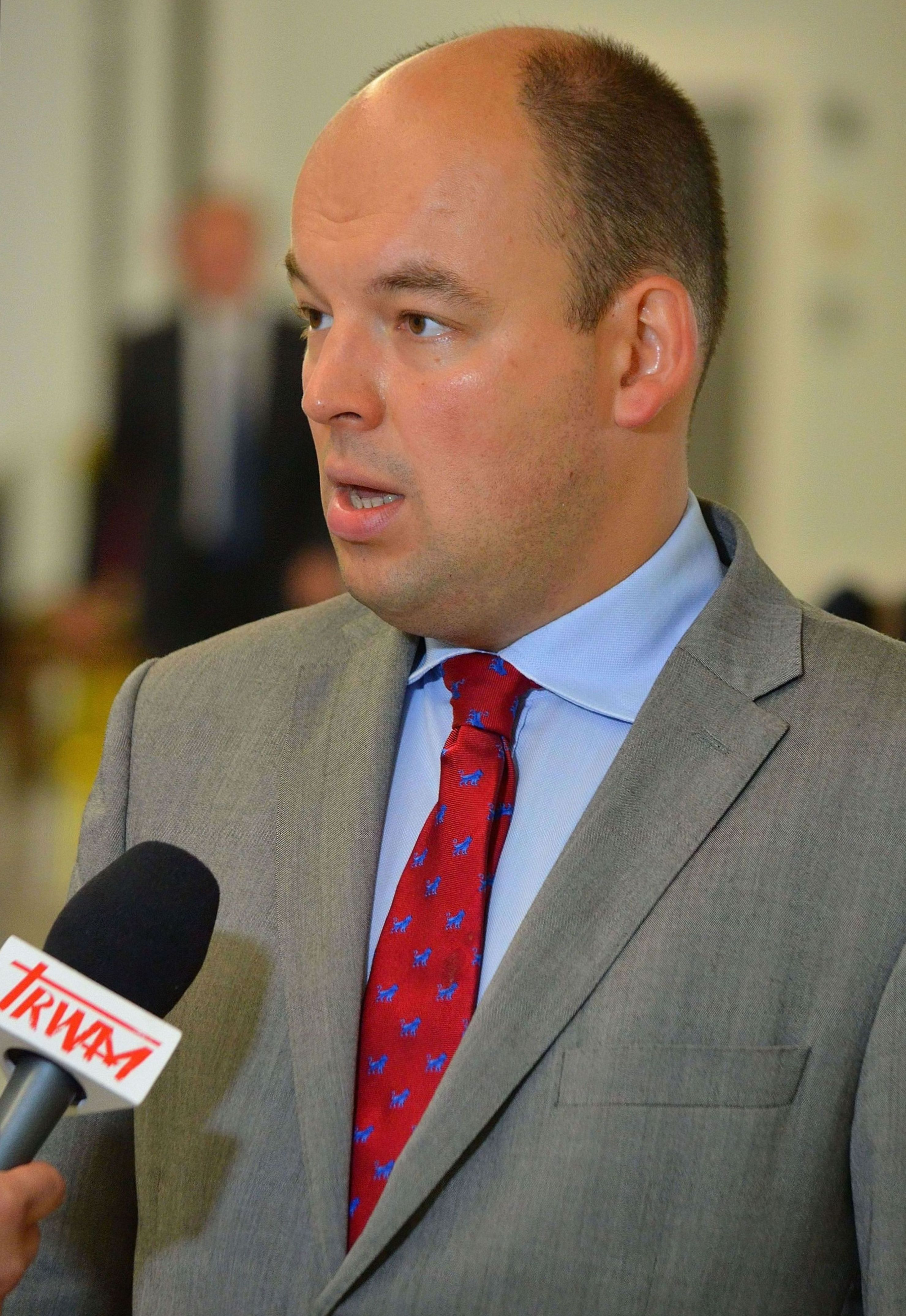
rzecznik prasowy rządu Jan Dziedziczak (PiS)[g]
sekretarz Rady Ministrów Jolanta Rusiniak[h]
dyrektor generalny Kancelarii Premiera Paweł Szrot[i]

## Wcześniejsi członkowie
- Wojciech Mojzesowicz – sekretarz stanu ds. rolnych od 9 września 2006 do 23 października 2006
- Leszek Jesień – sekretarz stanu ds. zagranicznych od 27 czerwca 2006 do 15 grudnia 2006
- Daniel Pawłowiec (LPR) – sekretarz stanu od 20 października 2006 do 11 stycznia 2007, sekretarz stanu w Urzędzie Komitetu Integracji Europejskiej od 11 stycznia 2007 do 27 lipca 2007
- Piotr Tutak (PiS) – sekretarz stanu od 31 października 2005 do 12 marca 2007, zastępca szefa Kancelarii Premiera od 8 listopada 2005 do 12 marca 2007
- Jacek Kościelniak (PiS) – sekretarz stanu, zastępca szefa Kancelarii ds. społeczno-gospodarczych, wiceprzewodniczący Komitetu Stałego Rady Ministrów od 9 stycznia 2007 do 4 listopada 2007
- Krzysztof Filipek (Samoobrona) – sekretarz stanu od 30 października 2006 do 13 sierpnia 2007
- Piotr Ślusarczyk (LPR) – sekretarz stanu od 11 stycznia 2007 do 13 sierpnia 2007
- Marek Pasionek – podsekretarz stanu, zastępca koordynatora służb specjalnych od 12 grudnia 2005 do 25 maja 2007
- Andrzej Sadoś – podsekretarz stanu ds. zagranicznych od 17 kwietnia 2007 do 6 września 2007
- Jakub Skiba – dyrektor generalny Kancelarii Premiera od 1 grudnia 2005 do 31 października 2007